# Through the Ages
«Through the Ages: A Story of Civilization» (рус. «Сквозь века: История цивилизации») — карточная настольная игра, посвящённая развитию и соперничеству цивилизаций под управлением 2—4 игроков. Разработана Владимиром Хватилом и в 2006 году выпущена издательством Czech Board Games. На октябрь 2015 года игра занимает четвёртое место в рейтинге лучших игр сайта BoardGameGeek.

## Комплектация
- одно игровое поле;
- один буклет с правилами;
- 275 деревянных жетонов (120 желтых, 90 синих, 35 белых, 30 красных);
- 40 кубиков игроков (по 10 штук четырёх цветов игроков);
- 4 персональных поля;
- 4 карты-памятки;
- 341 карта (185 гражданских, 155 военных, 1 карточка первого игрока).

## Игровой процесс
Каждый игрок развивает свою цивилизацию от античности до современности, получая очки Культуры за влияние, оказанное на мир через свою литературу, театр, религию, чудеса света, действия лидеров и международную политику. В игре существуют три варианта правил: Простые, Продвинутые и Полные.

### Простая игра
Карты. Существуют два типа карт: Гражданские (со светлой рубашкой) и Военные (с тёмной рубашкой). Карты разделяются по времени, когда они появляются в игре.
| Эпоха | Название эпохи | Даты                            |
| ----- | -------------- | ------------------------------- |
| A     | Античность     | 500 г. до н. э. — 1000 г. н. э. |
| I     | Средневековье  | 1000 г. н. э. — 1500 г. н. э.   |
| II    | Эпоха открытий | 1500 г. н. э. — 1900 г. н. э.   |
| III   | Современность  | 1900 г. н. э. — наши дни        |

В дополнении к картам существуют также персональные поля игроков, на которых уже нарисован стартовый набор каждого игрока из шести карт Технологий.
Жёлтые жетоны. Символизируют население, которое может быть в резерве, безработным или на картах
Синие жетоны. Символизируют Еду или Ресурсы, в зависимости от того, на какую карту они положены.
Начальные технологии. Карта Бронзы позволяет строить Шахты, Агрокультуры — Фермы, Религия — Храмы, Философия — Лаборатории и одна военная карта позволяет готовить Пехоту. В начале игры каждая цивилизация имеет построенные 2 Фермы, 2 Шахты, 1 Лабораторию и 1 Пехотинца.
Государственный строй. Обозначаются картами оранжевого цвета с указанием количества Гражданских и Военных действий, которые игрок может осуществить в свой текущий ход.
Типы карт:
- Лидеры (зеленые гражданские карты);
- Чудеса Света (фиолетовые гражданские карты);
- Карты действий (жёлтые гражданские карты);

Описание хода. Каждый игрок в свой ход делает последовательно три вещи:
- Добавляет Карты в Карточный ряд;
- Разыгрывается свои Гражданские и Военные действия;
- Осуществляет стадии Производства и Потребления.

### Продвинутая игра
В продвинутой игре появляются:
- Карты второй эпохи;
- Военные карты (для взаимодействия между цивилизациями);
- Политические действия;
- Счастье;
- Коррупция;
- Карты тактики;
- Устаревание.

### Полная игра
Добавляется III эпоха, карты ВВС, чёрные военные карты — Войны.

## Версии
| Версии игры на разных языках                           | Версии игры на разных языках | Версии игры на разных языках | Версии игры на разных языках        |
| Название игры                                          | Язык                         | Год издательства             | издатель                            |
| ------------------------------------------------------ | ---------------------------- | ---------------------------- | ----------------------------------- |
| Through the Ages: A Story of Civilization              | чешский, английский          | 2006                         | Czech Board Games                   |
| Through the Ages: A Story of Civilization              | английский                   | 2007, 2008, 2009, 2014       | Eagle-Gryphon Games                 |
| Cywilizacja: Poprzez wieki                             | польский                     | 2009, 2011                   | Portal Games, REBEL.pl              |
| Im Wandel der Zeiten: Eine Geschichte der Zivilisation | немецкий                     | 2009                         | Eagle-Gryphon Games, Pegasus Spiele |
| Through the Ages: L’Histoire vous appartient           | французский                  | 2010                         | IELLO                               |
| 歷史巨輪 / 历史巨轮                                    | китайский                    | 2010                         | Wargames Club Publishing            |
| 쓰루 디 에이지스: 인류 문명 발전 대서사시              | корейский                    | 2012                         | DiceTree Games                      |
| Through the Ages: Historia de las Civilizaciones       | испанский                    | 2012                         | HomoLudicus                         |
| Сквозь Века: Новая История Цивилизации                 | русский                      | 2017                         | GaGaGames                           |

## Награды
- 2007, 2008 премия Golden Geek от BoardGameGeek — номинация «Лучшая игра для опытных игроков»[4][5];
- 2007 международная премия International Gamers Awards — победитель в номинации «Стратегическая игра для нескольких игроков»[6];
- 2008 премия Golden Geek от BoardGameGeek — номинация «Лучшая карточная игра»[7];
- 2008 бразильская премия JoTa — номинации «Лучшая карточная игра»[8] и «Best Monster Board Game»[9];
- 2010 польская премия Gra Roku — победитель в номинациях «Игра года» и «Игра года для продвинутых игроков»[10];
- 2010 премия Коста-Рики Juego del Año Tico — победитель в номинации «Игра года»[11];
- 2011 французская премия Tric Trac — номинация «Игра года»[12];
- 2011 канадская премия Les Trois Lys — финалист номинации «Лилия для искушённых настольщиков»[13].